# ادی استیپلز
ادی استیپلز (انگلیسی: Eddie Steeples؛ زادهٔ ۲۵ نوامبر ۱۹۷۳) هنرپیشه اهل ایالات متحده آمریکا است. وی از سال ۲۰۰۱ میلادی تاکنون مشغول فعالیت بوده‌است.
از فیلم‌ها یا برنامه‌های تلویزیونی که وی در آن نقش داشته‌است می‌توان به نام من ارل است، گشتاور، و آلوین و سمورچه‌ها اشاره کرد.